# Frederik Matthison-Hansen
Hans Frederik Matthison-Hansen (14. april 1868 i Nykøbing Falster – 1933) var en dansk organist og komponist. Han var én ud af et helt musikdynasti, idet også hans far, Waage Weyse Matthison-Hansen, hans farfar, Hans Matthison-Hansen og hans farbror Gottfred Matthison-Hansen var organister og komponister.
Fra barn blev han undervist i musik af sin far, og senere af sin farbror og studerede sang hos Vilhelm Rosenberg og Leopold Rosenfeld. I 1888 blev Fr. Matthison-Hansen organistvikar ved Vor Frelsers Kirke i København og samtidig ansat som sanglærer ved Vesterbros gamle Pigeskole. Efter et par år som lærer ved Randers Statsskole, vendte han 1897 tilbage til København som organist og kantor ved Sankt Thomas Kirke og senere samme poster ved Sankt Jakobs Kirke samt sanglærer ved Metropolitanskolen og Hellerup Gymnasium.

## Musik
Frederik Matthison-Hansens musikalske arv består hovedsageligt af kirkemusik, men han skrev også verdslige kor- og orkesterværker:
- 9 orgelpræludier
- Vortrags- und Uebungsstücke (orel)
- forskellige variationstykker over salmemelodier
- diverse andre orgelstykker (Passacaglia, Impromptu, Pastorale, Fantasi og Præludium og fuga
- Havfruen (kor og orkester)
- Aftensang (kor og orkester)
- I Klostret (kor og orkester)